# بورودينسكيي (مقاطعة تولا)
بورودينسكيي (بالروسية: Бородинский) هي مدينة في مقاطعة تولا أوبلاست في روسيا.